# إيفور براون
إيفور براون (بالإنجليزية: Ivor Brown)‏ (1 أبريل 1888 في المملكة المتحدة - 1966 في المملكة المتحدة) هو لاعب كرة قدم بريطاني (وحمل سابقاً جنسية المملكة المتحدة لبريطانيا العظمى وأيرلندا) في مركز الهجوم. لعب مع توتنهام هوتسبير وسوانزي سيتي وكوفنتري سيتي ونادي ريدنغ.